# Ivan Sokolov
Ivan Sokolov (Sarajevo, 13 de junho de 1968) é um jogador e escritor de xadrez neerlandês de origem bósnia. Conquistou o título de Grande Mestre Internacional em 1987 e o Campeonato Nacional da Iugoslávia em 1988. Ele também jogou nas Olimpíadas pelo time iugoslavo em 1988. Agora ele representa o time holandês nas olimpíadas.